# Wenchi
Wenchi – miasto w Ghanie, w regionie Brong-Ahafo.